# 埃文·威廉姆斯
埃文·克拉克·威廉姆斯（英語：Evan Clark Williams，1972年3月31日—），美国企业家，他创建了几家网络公司，包括Pyra Labs（运营博客网站Blogger）、Twitter和Medium，目前為Medium的CEO。

## 生平
威廉姆斯在内布拉斯加州克拉克村的一个农场长大，夏天时候他协助农作物灌溉。在上了一年半内布拉斯加大学后，他开始工作。

## 事业

### 早期事业
离开学校后，威廉姆斯在基韦斯特、达拉斯和奥斯汀的创业公司干过不同的技术活，当然他还回内布拉斯加料理家里的务农。1996年，威廉姆斯前往加利福尼亚索诺马县的塞瓦斯托波尔镇，在那里他加入了技术出版社奥莱理公司。一开始他做的是市场营销，后来成为可独立编程的承包商，这样他可以与英特尔和惠普这样的公司打交道。

### Pyra Labs和Blogger
埃文·威廉姆斯与梅格·胡里汉创建Pyra Labs公司，开发项目管理软件，其副产品Blogger后来成为最早可创建博客的网络应用程序之一。威廉姆斯创造了新词“blogger”以及更通俗的“blog”。在胡里汉等员工离开后，Pyra依然存活，最后2003年2月13日被出售给了Google。
由于Blogger的工作，威廉姆斯与胡里汉、保罗·鲍什，被《電腦雜誌》评为2004年年度人物。

### Odeo
2004年10月，威廉姆斯离开Google，创建了播客公司Odeo。2006年下半年，威廉姆斯创建了Obvious公司。他与比兹·斯通等前Odeo雇员回购了Odeo股份。2007年4月，Odeo被Sonic Mountain收购。

### Twitter
Obvious公司有一个项目是Twitter，一种自由的社会网络和微博客服务。2007年4月，Twitter本身被分离成立为一个新公司，威廉姆斯是创建者、董事会成员和投资者。2008年10月，威廉姆斯接替杰克·多西成为Twitter的CEO，杰克担任董事会主席。2009年2月，在Compete.com的常用社会化网络排名中，Twitter名列第三，每月有600万访客和5500万访问数。

### Medium
2012年9月，威廉姆斯成立了名為Medium的出版平台。起初僅提供給少數嘗鮮者使用，直到2013年才公開提供服務。

## 个人生活
威廉姆斯是个素食者，他和妻子萨拉·默里什基在旧金山湾区生活，他俩有一个孩子。2013年7月份，埃文·威廉姆斯和他的妻子挂牌出售他们位于旧金山Noe Valley的豪宅，标价299.5万美元。

## 引用
1. ↑  Williams, Evan. . New York Times. 7 March 2009  [16 August 2009]. （原始内容存档于2020-06-11）.
2. 1 2 3  Malone, Michael S. . Wall Street Journal. 18 April 2009: A11  [16 August 2009]. （原始内容存档于2013-10-13）.
3. ↑  Baker, John. . American Dialect Society Mailing List (邮件列表). 20 April 2008  [16 August 2009]. （原始内容存档于2009年2月21日）.
4. ↑  Gillmor, Dan. . SiliconValley.com. 2003年2月15日  [2010年1月16日]. （原始内容存档于2003年3月24日）.
5. ↑  . 2004年12月22日  [2010年1月16日]. （原始内容存档于2013年6月23日）.
6. ↑  Festa, Paul. . CNET. 2004年10月5日  [2010年1月16日]. （原始内容存档于2014年10月8日）.
7. ↑  Malik, Om. . GigaOm. 2006年10月25日  [2010年1月16日]. （原始内容存档于2019年5月2日）.
8. ↑  Marshall, Matt. . VentureBeat. 2007年5月10日  [2010年1月16日]. （原始内容存档于2009年8月19日）.
9. ↑  Williams, Evan. . Obviously. Obvious公司. 2007年4月16日  [2010年1月16日]. （原始内容存档于2009年7月29日）.
10. ↑  McCarthy, Caroline. . CNET. 2008年10月16日  [2010年1月16日]. （原始内容存档于2009年7月29日）.
11. ↑  Kazeniac, Andy. . Compete.com. 2009年2月9日  [2010年1月16日]. （原始内容存档于2011年7月21日）.
12. ↑  Lauren Goode. . AllThingsD.   [2020-04-16]. （原始内容存档于2012-09-27）.
13. ↑  ghh35. . 腾讯云资讯. 2018-02-02  [2019-01-11]. （原始内容存档于2019-01-11）.
14. ↑  . San Francisco Examiner. 2009年8月11日  [2010年1月16日].[永久]
15. ↑  . 网易科技.   [2013-08-10]. （原始内容存档于2020-02-26）.
16. ↑  . 腾讯科技.   [2013-07-17]. （原始内容存档于2019-05-15）.

### 言论
- 埃文·威廉姆斯在斯坦福的演讲 （页面存档备份，存于）

### 采访
- cnet.com采访埃文·威廉姆斯 （页面存档备份，存于）
- SuicideGirls.com采访埃文·威廉姆斯 at  （页面存档备份，存于）
- techcrunch.com采访埃文·威廉姆斯 （页面存档备份，存于）
- fastcompany.com采访埃文·威廉姆斯 （页面存档备份，存于）